# Афанасьев, Всеволод Иванович
Всеволод Иванович Афана́сьев (1917—1995) — советский оператор документального кино. Заслуженный деятель искусств РСФСР (1988). Лауреат Сталинской премии второй степени (1946).

## Биография
В. И. Афанасьев родился 29 января (11 февраля) 1917 года. В 1939 году окончил операторский факультет ВГИКа. С 1940 года работал ассистентом оператора на Одесской киностудии, затем на киностудии «Мосфильм». С 1942 года был фронтовым кинооператором. С 1946 года — оператор киностудии «Моснаучфмльм».

## Фильмография
- 1943 — Битва за нашу Советскую Украину
- 1944 — Битва за Севастополь; Освобождённая Румыния
- 1945 — Битва за Будапешт; Вена; Разгром Японии
- 1959 — Контролёры-невидимки
- 1960 — Атомный ледокол штурмует льды
- 1961 — Первый рейс к звёздам; Снова к звёздам
- 1962 — Звёздные братья
- 1963 — Звёздный путь
- 1965 — В космосе «Восход»; Человек вышел в космос
- 1966 — Оптические квантовые генераторы — лазеры
- 1967 — Неуязвимые под лучами

## Награды и премии
- Сталинская премия второй степени (1946) — за фронтовые съёмки
- Ломоносовская премия — за фильм «Снова к звёздам» (1961)[источник не указан 3119 дней]
- заслуженный деятель искусств РСФСР (1988)